# Absolution for Idiots and Addicts
Absolution for Idiots and Addicts is een ep van de Amerikaanse ska-punkband Less Than Jake die werd uitgegeven op 4 april 2006 via Sire Records op cd. Twee ("Overrated (Everything Is)" en "Rest of My Life") van de vier nummers op het album zijn ook te horen op het studioalbum In with the Out Crowd, dat later dat jaar werd uitgegeven. De andere twee nummers zijn alleen op de ep te horen.

## Nummers
1. "Overrated (Everything Is)" - 3:10
2. "Negative Sides of Optimistic Eyes" - 2:37
3. "We, the Uninspired" - 2:04
4. "The Rest of My Life" - 3:32

## Band
- Chris Demakes - gitaar, zang
- Roger Manganelli - basgitaar, zang
- Vinnie Fiorello - drums
- Buddy Schaub - tenortrombone
- Peter Wasilewski - tenorsaxofoon